# Henryk Klama
Henryk Paweł Klama (ur. 12 września 1957 w Lublińcu, zm. 12 sierpnia 2020 w Bielsku-Białej) – polski biolog, prof. dr hab.

## Życiorys
Syn Pawła i Marii. Studiował biologię na Uniwersytecie Śląskim w Katowicach, 11 grudnia 1989 uzyskał doktorat, 4 czerwca 2003 habilitował się na podstawie pracy zatytułowanej Distribution Patterns of Liverworts (Marchantiopsida) in Natural Forest Communities (Białowieża Primeval Forest, NE Poland). 4 kwietnia 2015 nadano mu tytuł profesora w zakresie nauk biologicznych. Został zatrudniony na stanowisku profesora nadzwyczajnego i dyrektora w Instytucie Ochrony i Inżynierii Środowiska na Wydziale Nauk o Materiałach i Środowisku Akademii Techniczno-Humanistycznej w Bielsku-Białej.
Był prorektorem w Akademii Techniczno-Humanistycznej w Bielsku-Białej.
Pochowany na cmentarzu komunalnym w Kamienicy w Bielsku-Białej.

## Odznaczenia i wyróżnienia
- 1980: Nagroda specjalna imienia Mariana Raciborskiego w zakresie botaniki[1]
- 1990: Nagroda indywidualna trzeciego stopnia Ministra Zdrowia i Opieki Społecznej – za pracę doktorską[1]
- 2006: list gratulacyjny Ministra Ochrony Środowiska, Zasobów Naturalnych i Leśnictwa – za badania nad różnorodnością wątrobowców w Puszczy Białowieskie[1]
- 2006: Srebrny Krzyż Zasługi[5][1]
- 2011: Srebrna Odznaka Akademickiego Związku Sportowego[1]
- 2014: Złota Odznaka Honorowa za zasługi dla województwa śląskiego[1]
- 2016: “Zasłużony dla Samorządu Studenckiego Akademii Techniczno-Humanistycznej”[1]
- Nagroda rektora (osiemnastokrotnie)[1]